# Kazujasu Minobe
Kazujasu Minobe (見延 和靖, Minobe Kazuyasu, * 15. července 1987 Ečizen, Prefektura Fukui) je japonský sportovní šermíř. Soutěží v disciplíně kord a šermuje levou rukou. V japonské reprezentaci působí od roku 2008. Vystudoval politologii na tokijské Univerzitě Hósei. Je členem komise aktivních sportovců Mezinárodní šermířské federace.
Na mistrovství Asie v šermu získal v letech 2015 a 2016 bronzové medaile v kordu jednotlivců, v roce 2016 byl také členem vítězného týmu. Na Letních olympijských hrách 2016 obsadil šesté místo v soutěži jednotlivců, v týmové soutěži Japonci nestartovali. V roce 2018 vyhrál s japonským družstvem Asijské hry. Na domácích Letních olympijských hrách 2020 přispěl k historickému prvenství japonského družstva kordistů po finálovém vítězství nad Ruskem. V soutěži jednotlivců vyřadil českého reprezentanta Jakuba Jurku, avšak v osmifinále podlehl obhájci titulu Pakovi z Jižní Korey. Je také vítězem tří turnajů světového poháru a dvou turnajů Grand Prix v šermu a v roce 2019 vedl žebříček kordistů podle Mezinárodní šermířské federace.